# Albert Bandura
Albert Bandura, kanadski psiholog, * 4. december 1925, Mundare, Alberta, Kanada, † 28. julij 2021.
Trenutno je zaslužni profesor na Univerzi Stanford. Leta 1974 je bil predsednik Ameriškega psihološkega združenja.

## Izbrana dela
- Adolescent Aggression (skupaj z R.H. Waltersom) (1959)
- Social Learning through Imitation (1962)
- Principles of behavior modification (1969)
- Psychological modeling: conflicting theories (1971)
- Aggression: a social learning analysis (1973)
- Social Learning & Personality Development (1975)
- Analysis of Delinquency and Aggression (skupaj z E. Ribes-Inesta) (1976)
- Social Learning Theory (1977)
- Social Foundations of Thought and Action: A Social Cognitive Theory (1986)
- Self-efficacy: the exercise of control (1997)